# Liga Gay Lituana
Como associação nacional de defesa de direitos lésbicos, gay, bissexuais e transgéneros (LGBT*), a Liga Gay Lituana (LGL) é a única organização não-governamental na Lituânia, representando exclusivamente os interesses da comunidade LGBT* local. No contexto cívico nacional, A LGL é uma das associações mais estáveis e com mais longevidade, tendo sido fundada a 3 de dezembro de 1993. Como associação, A LGL segue o princípio de separação de quaisquer interesses políticos ou financeiros, com o intuito principal de atingir a verdadeira inclusão e integração da comunidade LGBT* local. Com a experiência em advocacia, trabalho de sensibilização e fortalecimento da comunidade adquirida ao longo dos seus mais de 20 anos de existência, a LGL ambiciona o progresso constante no campo dos direitos humanos para as pessoas LGBT*.
Atualmente, a equipa da associação é constituída por 5 membros de conselho, 7 membros de staff, 2 voluntários internacionais no âmbito do Serviço de Voluntariado Europeu, e mais de 20 voluntários locais e internacionais. A LGL conta com uma equipa entusiástica, dinâmica e energética, aberta e recetiva a novos membros, ideias e projetos. É também de notar que os membros participantes nas atividades da organização não se cingem à comunidade LGBT*.
O escritório da associação LGL encontra-se em Vilnius, rua Pylimo, nº 21. Este é também o espaço onde a equipa LGL implementa vários projetos, organiza reuniões e convida membros da comunidade local LGBT* e os seus apoiantes para participar em vários eventos. Este escritório é ainda o único centro LGBT* no país. O centro está equipado com uma biblioteca relativa às atividades desenvolvidas pela associação, oferece acesso gratuito à internet e está sempre pronto para oferecer café ou chá à comunidade. O centro encontra-se aberto a todas as pessoas bem-intencionadas, interessadas em conhecer o trabalho desenvolvido pela LGL e a situação atual dos direitos humanos LGBT* na Lituânia. 
A LGL é uma organização membro do Fórum Nacional pela Igualdade e Diversidade (NEDF), e da Coligação dos Direitos Humanos (HRC). Participa também em projetos de cooperação internacional dentro de um âmbito alargado de organizações internacionais, como é o caso da ILGA(Associação Internacional Lésbica, Gay, Bissexual, Transgénera e Intersexo), e da TGEU( Rede Transgénera Europeia). Os objetivos estratégicos da LGL são alcançados através de um enquadramento de questões LGBT* num espectro mais abrangente do discurso dos direitos humanos, pelo que a associação apoia ativamente várias iniciativas a nível nacional e internacional. 

## Atividades
As atividades-chave desenvolvidas pela organização são (1) a supervisão de implementação por parte da República da Lituânia de obrigações referentes a direitos humanos internacionais de indivíduos LGBT*, (2) lutar contra a homofobia, a bifobia, e a transfobia em iniciativas legislativas e promover a adoção de leis e políticas inclusivas da comunidade LGBT*, e (3) erradicar a discriminação institucional contra indivíduos LGBT*. No entanto, a criação e o desenvolvimento de um quadro legal formalmente mais inclusivo não se traduz, automaticamente, num aumento de qualidade de vida. Abertura, sentido de pertença e identificação comunitária são objectivos-chave que representam o sucesso na luta pelo fortalecimento de indivíduos LGBT* na Lituânia. 
A LGL trabalha ativamente em vários campos de ação, afetando diversos aspetos da vida LGBT* na Lituânia. O direito de liberdade de expressão está a ser protegido através da luta contra a aplicação da lei da “propaganda homossexual” lituana através de vias jurídicas, de campanhas de sensibilização e suplementando o discurso público com exemplos de informação LGBT* positiva. O direito à reunião pacífica está também a ser exercitado através da organização de eventos de grande escala para a sensibilização pública, como é o caso do evento anual Rainbow Days e o festival Baltic Pride, que se realiza em cada três anos. A participação da comunidade está a ser assegurada através do desenvolvimento do segmento de voluntariado dentro das atividades da organização, e também através da realização de várias conferências, seminários, workshops e outros eventos culturais destinados aos membros da comunidade local. As estratégias preventivas contra o ódio e crimes homofóbicos e transfóbicos são implementadas através da monitorização e documentação destes incidentes, através da formação de forças policiais e da sensibilização junto da comunidade para a denúncia de ódios de crime presenciados ou experienciados. Por fim, a advocacia, a um nível internacional, está a ser implementada através da submissão de relatórios junto de mecanismos internacionais de proteção de direitos humanos, através da emissão de um boletim informativo da associação (com mais de 6,000 assinantes internacionais), e através da participação em atividades em redes LGBT* regionais.

## História
Pouco depois da sua independência ser restaurada, a Lituânia descriminalizou a relação sexual consensual entre homens. Antes da emenda ao código criminal em 1993, estas relações eram puníveis por lei com direito a sentenças de vários anos na prisão.No entanto, ainda que tenha existido progresso, “ os lituanos homossexuais ainda viviam em clandestinidade, sem liberdade para serem eles próprios, estigmatizados pelos media como espalhadores do VIH/Sida,” relembram os líderes do movimento nacional pelos direitos LGBT* Vladimir Simonko e Eduardas Platovas. Para combater esta discriminação, V. Simonko e E. Platovas abriram o clube noturno ‘Amsterdam’ em Vilnius, em 1993, e publicaram o jornal ‘Amsterdam’ em 1995. Em abril de 1994, os dois organizaram a primeira conferência da Associação Internacional Gay e Lésbica (ILGA) na europa do leste, que se realizou na cidade lituana de Palanga. Este evento foi especialmente significativo porque foi a primeira conferência deste tipo de natureza a ser realizada num estado pós-soviético. Simonko e Platovas fundaram oficialmente a Liga Gay Lituana em 1995 e é, desde então, a única organização no país a lutar, exclusivamente, pelo avanço dos direitos LGBT*. 